# Linux Lite
Linux Lite ist eine erstmals am 26. Oktober 2012 veröffentlichte Linux-Distribution, die von Ubuntu abstammt und von einer Gruppe unter der Leitung von Jerry Bezencon aus Auckland (Neuseeland) entwickelt wird.
Die Distribution wird von einem Anwender-Forum begleitet.

## Ziele
Linux Lite soll es Anwendern, die vormals vor allem Windows als Betriebssystem benutzt haben, leicht machen, zu Linux zu wechseln. Lite wurde für Linux-Einsteiger entwickelt, die sich eine schlanke, aber vollwertige Desktop-Umgebung ohne Funktionseinschränkungen wünschen.

## Merkmale

### Ähnliche Distributionen
Unter den über 1000 Linux-Distributionen gibt es verschiedene, die ähnliche Entwicklungsziele wie Linux Lite haben, namentlich Xubuntu, elementary OS, Linux Mint Xfce Edition, Manjaro Linux, Lubuntu, Zorin OS und Q4OS.

#### Vergleich zwischen Linux Lite und Xubuntu
Durch einen Vergleich mit Xubuntu werden die Charakteristika von Linux Lite deutlicher.
| Abstammung                 | Ubuntu LTS |
| Grafische Bedienoberfläche | Xfce       |

|                                   |                                   | Linux Lite                                               | Xubuntu            |
| --------------------------------- | --------------------------------- | -------------------------------------------------------- | ------------------ |
| Support-Dauer                     | Support-Dauer                     | 5 Jahre                                                  | 3 Jahre, höchstens |
| Prozessorleistung                 | mindestens                        | 1 GHz                                                    | 900 MHz            |
| Prozessorleistung                 | empfohlen                         | 1,5 GHz                                                  |                    |
| Arbeitsspeicher                   | mindestens                        | 768 MB                                                   | 512 MB             |
| Arbeitsspeicher                   | empfohlen                         | 1 GB                                                     | 1 GB, mindestens   |
| Minimale Bildschirmauflösung      | Minimale Bildschirmauflösung      | 1024 × 768                                               |                    |
| Notwendige Hardware               | Notwendige Hardware               | DVD-Laufwerk oder USB-Zugang für ein Installationsmedium |                    |
| Speicherbedarf auf der Festplatte | Speicherbedarf auf der Festplatte | 8 GB, mindestens                                         | 6,1 GB             |

### Besonderheiten von Linux Lite

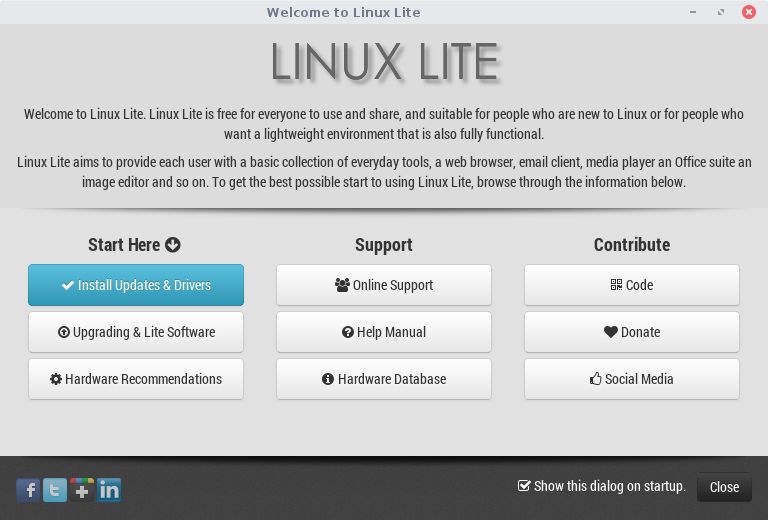
Willkommens-Bildschirm

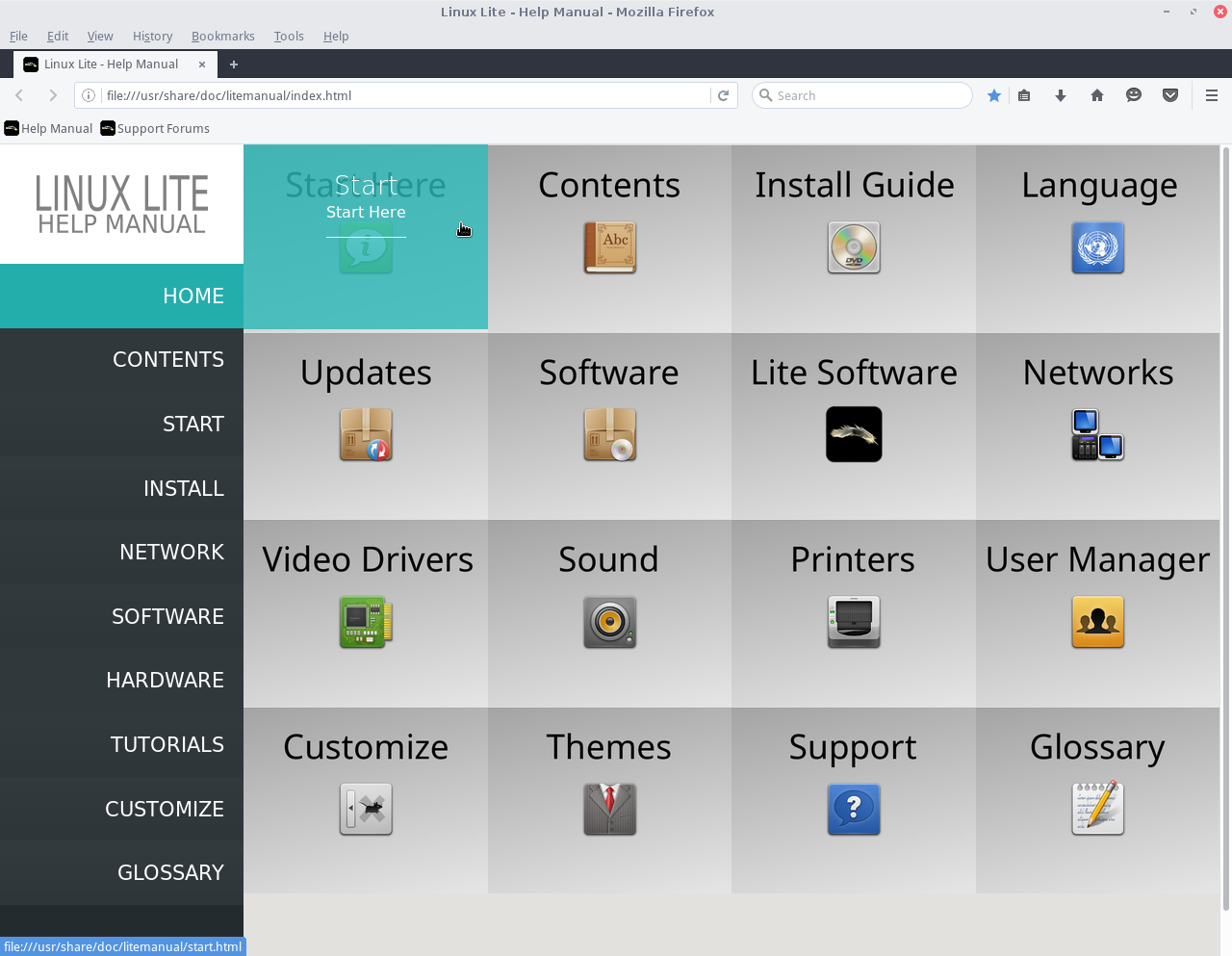
Online-Hilfe von Linux Lite 3.0.

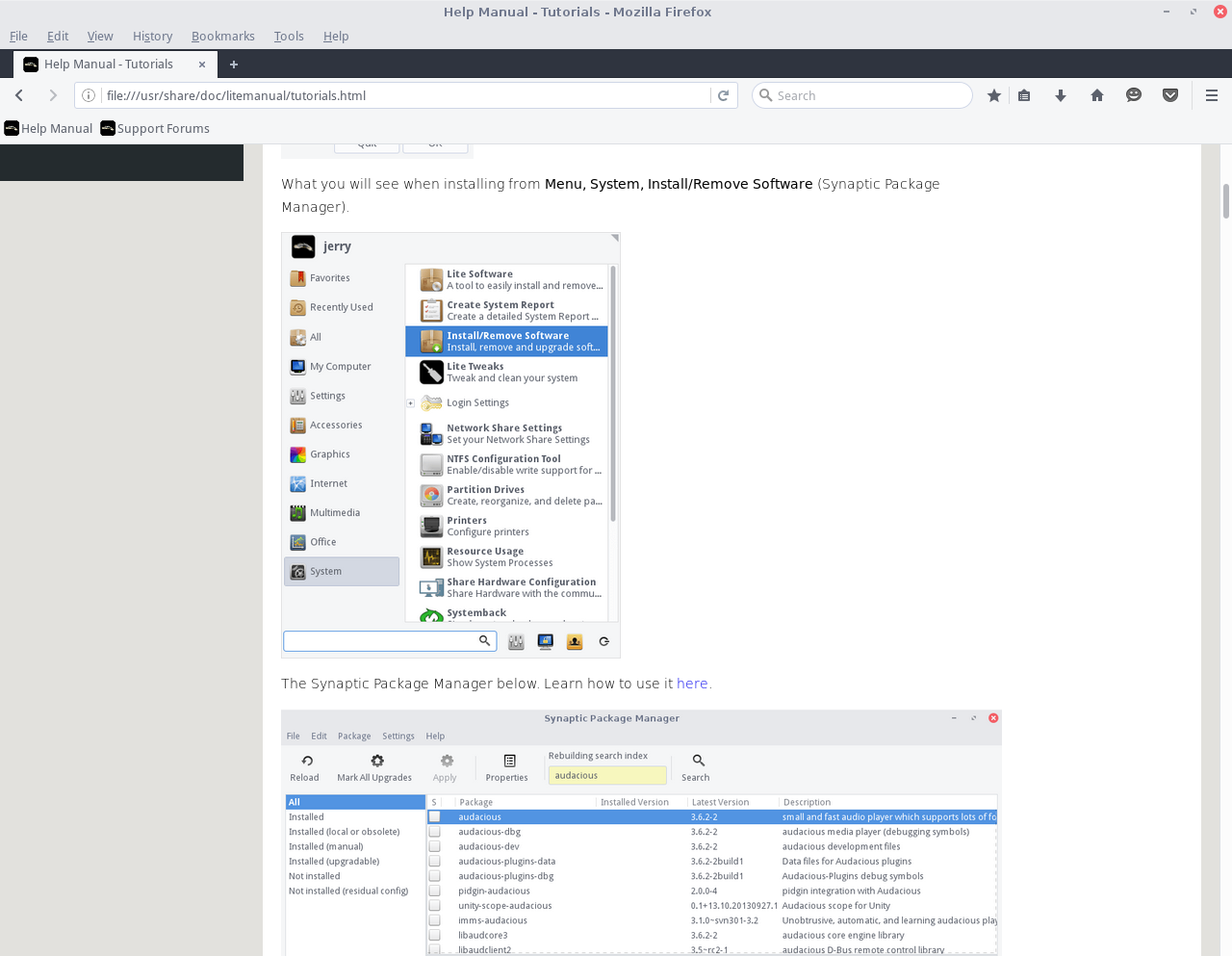
Detailansicht der Online-Hilfe

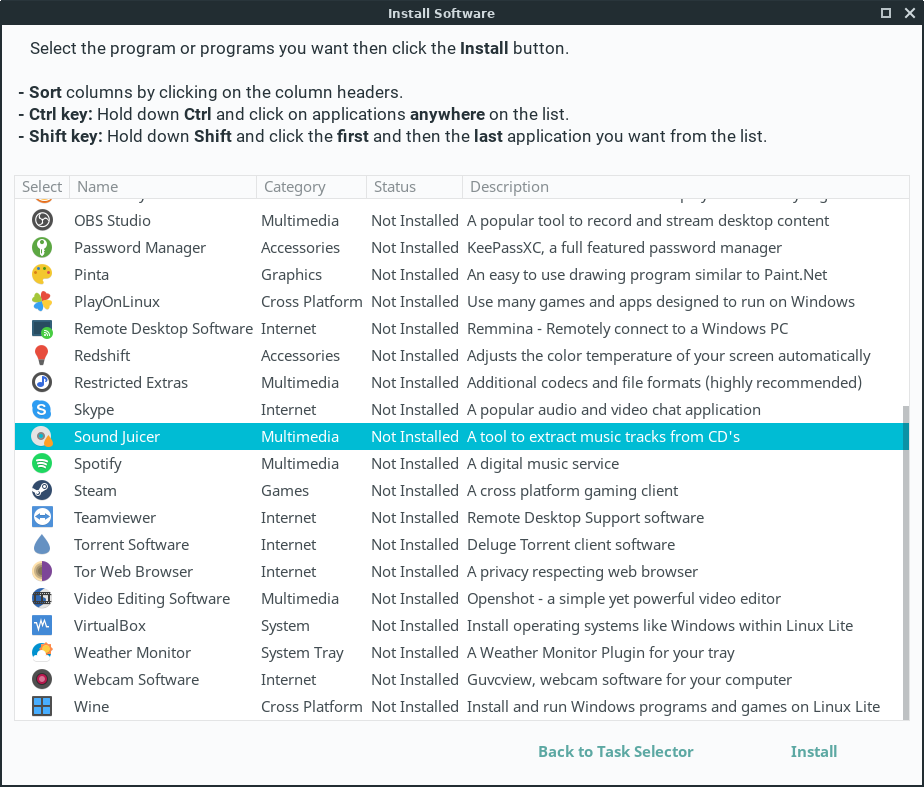
Lite Software

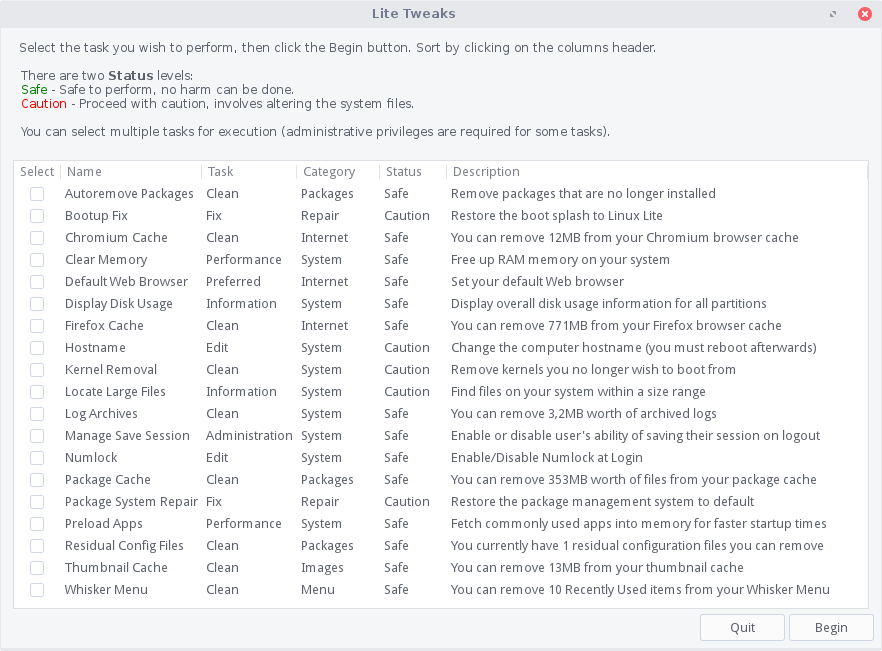
Tweaks von Linux Lite 3.2.

Um Anwendern zu helfen, sich mit Linux vertraut zu machen, bietet ihnen Linux Lite ein Einführungssystem (englisch „Welcome Center“), eine mit sehr vielen Bildschirmfotos illustrierte englischsprachige Hilfedatei auf dem Desktop (englisch „Help Manual“), ein Kontrollzentrum (englisch „Linux Lite Control Center“), über das viele Einstellungen leicht vorgenommen werden können, und ein Systemmenü, das dem Windows-Start-Menü ähnelt und über die Windows-Taste oder per Maus-Klick geöffnet werden kann.
Im Startmenü werden einige Anwendungen nicht nur über den Anwendungsnamen angeboten, sondern teilweise über aufgabenbezogenen Menüpunke. Der Anwender muss also nicht unbedingt den Programmnamen kennen, sondern kann nach einem Menüpunkt suchen, der beschreibt, was er tun möchte, beispielsweise unter Menu → Office → New Document oder unter Menu → Office → New Presentation.

#### Eigene Software
Für Linux Lite wurden eigens Programme geschrieben, welche den Umgang mit dem Betriebssystem erleichtern sollen, und eigene Software erstellt:
| Programmname        | Aufgabe |
| ------------------- | --- |
| Lite Info           | Ein Programm, mit dem der Nutzer Angaben über seine Hardware wie den Prozessor, den Arbeitsspeicher, die Grafik- und Sound-Hardware übers Internet in die Hardware-Datenbank von Linux Lite eintragen kann, so dass sich Interessenten informieren können, auf was für Geräten Linux Lite schon benutzt wird. |
| Lite Kernel         | Ein Programm, um einen an den eigenen Bedarf angepassten Linux-Kernel zu erzeugen. |
| Lite Manual         | Eine umfassende englischsprachige hypertextuelle Bedienungsanleitung für Linux Lite mit sehr vielen Bildschirmfotos. |
| Lite Software       | Programm, um häufig verwendete Programme besonders einfach zu installieren, beispielsweise den Audacity Toneditor und -rekorder, den Chromium Webbrowser, Dropbox Datenspeicherdienst, das Ubuntu Games Pack, den Instant Messenger Pidgin, Java Softwareentwicklungsumgebung, die Passwortverwaltung KeePassX, das Mediacenter Kodi, PlayOnLinux eine grafische Oberfläche für Wine, Ubuntu Restricted Extras, den Instant-Messaging-Dienst Skype, TeamViewer eine Fernwartungssoftware, die Video-Bearbeitungs-Software OpenShot, die Virtualisierungssoftware VirtualBox und die Windows-kompatible Laufzeitumgebung Wine. |
| Lite Tweaks         | Anpassungen wie - Auswahl des Standard-Web-Browsers - Den Hostnamen des eigenen Rechners ändern - Alte Linux-Kernel löschen, mit denen man das System nicht mehr starten möchte - NumLock beim Systemstart standardmäßig aktivieren oder deaktivieren |
| Lite Updates Notify | Erzeugt Desktop-Nachrichten, um den Anwender zu informieren, wenn Updates verfügbar sind. |
| Lite Upgrade        | Nimmt nach dem Erscheinen einer neuen Version von Linux Lite ein komplettes Upgrade des Systems vor. |
| Lite User Manager   | Ein Programm zum Anlegen und Löschen von Anwenderkonten. Mit dem User Manager kann das Passwort eines Anwenders geändert und er Anwendergruppen zugeordnet werden. |
| Lite Welcome        | Ein Dialog, der angezeigt wird, wenn das Linux-System zum ersten Mal gestartet wurde. |

### Standardmäßig installierte Software
Linux Lite bringt von vornherein einige bewährte Anwendungsprogramme mit, beispielsweise die LibreOffice Suite, Mozilla Firefox und Thunderbird, das Bildbearbeitungsprogramm GIMP, ein Datensicherungsprogramm und den Media-Player VLC sowie den Texteditor Mousepad (seit Linux Lite 5.0). Zur Systemverwaltung sind unter anderem die Paketverwaltung Synaptic und das Firewall-Programm Gufw vorinstalliert.

## Versionen
| Version | Codename      | Veröffentlichung | Beschreibung / Änderung |
| ------- | ------------- | --- | --- |
| 1.0.0   | 26. Okt. 2012 | „Diese Distribution wurde aus drei Gründen erstellt. Erstens, um den Leuten zu zeigen, wie einfach es sein kann, ein Linux-Betriebssystem zu benutzen und den Irrglauben auszuräumen, wie unheimlich und einschüchternd Linux-Betriebssysteme seien. Zweitens, um dazu beizutragen, dass Linux-Betriebssystemen Aufmerksamkeit zuteil wird. Und drittens, um die Gemeinschaft zu befördern.“ | |
| 2.0     | Beryl         | 16. Mai 2014 | Einführung eigener Repositories für die eigenen Programme wie den Lite User Manager, das Lite Manual, und Lite Software                                 |
| 3.0     | Citrine       | 1. Juni 2016 | Unter anderem - Neuer Login-Manager, - Share Hardware Configuration (Lite Info)                                                                         |
| 4.0     | Diamond       | 1. Juni 2018 | Unter anderem - Lite Desktop als neue Anwendung zur Verwaltung von Desktop-Icons und - Lite Sounds zur systemweiten Toneinstellung.                     |
| 5.0     | 1. Juni 2020  | Unter anderem - UEFI-Support - Neue automatische Update-Benachrichtigungen - Massive Erweiterung des Hilfe-Hypertextes | |
| 6.0     | Fluorite      | 1. Juni 2022 | Unter anderem - Google Chrome als neuer Standardbrowser - Werkzeuge zur erleichterten Bedienung wie Bildschirmtastatur, Screenreader und Bildschirmlupe |
| 7.0     | 1. Juni 2024  | Unter anderem - Änderungen am Willkommensbildschirm - Installationsfolien angepasst | |

## Kritiken
„Im Gegensatz zu Ubuntu wirkt ‚Linux Lite‘ insgesamt weniger überladen und ordnet Bedienelemente so an, wie Sie es auch von Ihrem Windows-Computer gewöhnt sind.“

„Eine schöne, geschmackvolle Distribution […] die neue Version [2.0] dieser Distribution [ist] ein außergewöhnlich gutes Beispiel dafür […], was erreicht werden kann, wenn Desktop, Hilfsprogramme, Anwendungsprogramme und Ideen in richtiger Kombination zusammenkommen.“

„Many distros have attempted to provide a distro with just the core Linux stuff to make the distro lightweight, but based on my experience with Linux Lite, it has proven to be the lightest distro ever released.“

„Viele Distributionen haben versucht, sich auf die zentralen, notwendigen Linux-Programme zu beschränken, um die Distribution leichtgewichtig zu machen, aber ausgehend von meiner Erfahrung mit Linux Lite, hat es sich als die leichteste Distribution erwiesen, die je veröffentlicht wurde.“